# Joseph Rouletabille

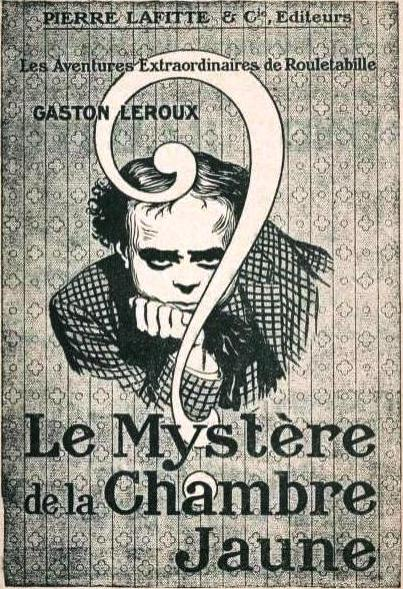
Le Mystère de la chambre jaune, druhé vydání z roku 1908.

Joseph Rouletabille je literární postava novináře a detektiva-amatéra, kterou vytvořil francouzský spisovatel Gaston Leroux. Rouletabille se poprvé objevil roku 1907 v detektivním románu Le Mystère de la chambre jaune (Tajemství žlutého pokoje), kterým se Leroux zařadil mezi zakladatele detektivní literatury. Celkem o něm napsal sedm románů:
- Le Mystère de la chambre jaune (1907, Tajemství žlutého pokoje), česky též jako Tajemství žluté komnaty.
- Le Parfum de la dame en noir (1908, Parfém dámy v černém), česky jako Parfum dámy ve smutku.
- Rouletabille chez le Tsar (1913, Rouletabille u cara), česky jako Natašina vina.
- Rouletabille à la guerre (Rouletabillova válka), dvoudílný román:
  - Le Château noir (1914, Černý zámek),
  - Les Étranges Noces de Rouletabille (1914, Podivná svatba Rouletabillova).
- Rouletabille chez Krupp (1917, Rouletabille u Kruppa).
- Le Crime de Rouletabille (1921, Rouletabillův zločin).
- Rouletabille chez les bohémiens (1922, Rouletabille u cikánů), česky vydáno ve dvou svazcích jako Rouletabille u cikánů a Odetta.

Skutečnými detektivními romány je pouze první, druhý a osmý díl série, ostatní mají blíže k dobrodružnému románu, resp. k thrilleru.

## Charakteristika Rouletabilovy postavy
Rouletabille je mladý nadaný novinář (v prvním dílu cyklu je mu pouze osmnáct let), který pracuje v deníku L'Epoque, kam byl přijat již v šestnácti a půl letech poté, co objevil díky svému důvtipu část rozřezané ženské mrtvoly, kterou policie marně týden hledala.
Vychován byl v sirotčinci v malém městečku Eu nedaleko Fécamp, kde dostal jméno Joseph Josephin. Protože má hlavu kulatou jako míč a také díky tomu, že často zčervená jako rajské jablíčko, dostal přezdívku Rouletabille, kterou přijal jako svůj pseudonym. Je vysoce inteligentní, má milou povahu, je úslužný a plný dobré nálady, takže si snadno získává přátele. Kromě toho má obrovský talent na řešení kriminálních případů, v čemž předčí i velmi zkušené policisty.
Jeho věrným přítelem je právník Sinclair, který je nejčastějším vypravěčem jeho dobrodružství.

## Obsah jednotlivých knih cyklu
V Tajemství žlutého pokoje vyřeší Rouletabille záhadný pokus o vraždu v uzamčeném žlutém pokoji starého zámku Glandier. Obětí je pětatřicetiletá slečna Matylda Stargensonová, která je nalezena těžce zraněna v místnosti, kam se nikdo nemohl dostat a odkud pachatel nevysvětlitelně zmizel. Oficiálně je vyšetřováním pověřen proslulý inspektor Frédéric Larsan. Rouletabille záhadu vyřeší tím, že dokáže, že když se zločin nemohl udát v době, kdy to bylo nemožné, musel se odehrát dříve. A jako pachatele odhalí Larsana, kterým není nikdo jiný než celosvětově hledaný zločinec Ballmeyer. Ten pod jménem Jean Roussel získal kdysi Matyldinu lásku, ta s ním uprchla a provdala se za něj. Roussel byl však zatčen a Matylda se vrátila domů. Čekala však již dítě, které po narození odložila. Když se dozvěděla, že Ballmeyer zemřel, chtěla se znovu provdat. Brzy však zjistila, že zprávy o jeho smrti byly nepravdivé. Ballmeyer jí stále miloval, dělal vše, aby její svatbě zabránil a uchýlil se dokonce i k tomu, že jí fyzicky napadl. Rouletabillovo odhalení však nevedlo k Ballmeyerovu zatčení, protože se mu podařilo uprchnout.
Parfém dámy v černém je přímým pokračováním předcházejícího románu a odehrává se o tři roky později. Protože je Ballmeyer znovu prohlášen za mrtvého, nic nebrání svatbě Matyldy a jejího nápadníka Roberta Darzaka. Na svatební cestu odjedou na Francouzskou riviéru, ale Ballmeyer se znovu objeví. Rouletabille je povolán na pomoc a nakonec zjistí, že je odloženým synem Matyldy Stargensonové a Ballmeyera. Leroux to v knize komentuje slovy: “Bylo to, jako by příroda ve své nekonečné moudrosti, po stvoření otce, který byl géniem zla, stvořila syna, který byl géniem dobra.“ Na konci románu Ballmeyer skutečně zemře.
Brzy na to je Rouletabille (v knize Rouletabille u cara) pozván na ruský carský dvůr, aby zajistil bezpečí jednoho z carových nejoddanějších služebníků, generála, který je revolucionáři odsouzen k smrti za zásah proti nim. Stopy ukazují, že nebezpečí hrozí přímo z generálovy družiny.
Čtvrtá část série, dvoudílný román Rouletabillova válka se odehrá na Balkáně. Rouletabille zde pracuje v nebezpečných podmínkách jako válečný zpravodaj deníku L'Epoque. Zjistí, že turecký agent Gaulow ukradl tajné plány mobilizace a vydá se za ním do jeho doupěte, Černého zámku. Přitom se seznámí s krásnou Ivanou, neteří bulharského generála Stanislavova, které Gaulow zavraždil rodiče. Rouletabille se do ní zamiluje a po porážce Gaulowa se s ní ožení.
V průběhu první světové války se z Rouletabilla stane francouzský tajný agent, který se infiltruje do Kruppových továren, aby našel usneseného francouzského vědce, jehož vynález by mohl dopomoci Němcům k vítězství (kniha Rouletabille u Kruppa).
Po skončení války Rouletabille je dokonce obviněn z vraždy své ženy Ivany a profesora Boulengera, které se měl dopustit ze žárlivosti (Rouletabillův zločin), a v poslední části série (Rouletabille u cikánů) pomůže Rouletabille získat zpět Cikány ukradenou posvátnou knihu, zachrání z jejich rukou svou přítelkyni Odettu a zničí tak ďábelské plány Madame de Mayrens, známé jako Chobotnice..

## Adaptace

### Film
- Le mystère de la chambre jaune (1913, Tajemství žlutého pokoje), francouzský němý film, režie Emile Chautard.
- Le Parfum de la dame en noir (1914, Parfém dámy v černém), francouzský němý film, režie Maurice Tourneur.
- The Mystery of the Yellow Room (1919, Tajemství žlutého pokoje), americký němý film, režie Emile Chautard.
- Rouletabille chez les bohémiens (1922, Rouletabille u cikánů), francouzský němý film, režie Henri Fescourt.
- Le mystère de la chambre jaune (1930, Tajemství žlutého pokoje), francouzský film, režie Marcel L'Herbier.
- Le parfum de la dame en noir (1931, Parfém dámy v černém), francouzský film, režie Marcel L'Herbier.
- Rouletabille aviateur (1932, Letec Rouletabille), francouzský film, režie Steve Sekely.
- El misterio del cuarto amarillo (1947, Tajemství žlutého pokoje), argentinský film, režie Julio Saraceni.
- Rouletabille joue et gagne (1947, Rouletabille hraje a vyhrává), francouzský film podle románu Noré Brunela, režie Christian Chamborant.
- Rouletabille contre la Dame de Pique (1948, Rouletabille contra Piková dáma), francouzský film podle románu Noré Brunela, režie Christian Chamborant.
- Le mystère de la chambre jaune (1949, Tajemství žlutého pokoje), francouzský film, režie Henri Aisner.
- Le parfum de la dame en noir (1949, Parfém dámy v černém), francouzský film, režie Louis Daquin.
- Le mystère de la chambre jaune (1965, Tajemství žlutého pokoje), francouzský televizní film, režie Jean Kerchbron.
- Rouletabille (1966), francouzský televizní seriál, tři epizody, režie Yves Boisset, Jean-Charles Lagneau a Robert Mazoyer.
- Le mystère de la chambre jaune (2003, Tajemství žlutého pokoje), francouzský film, režie Bruno Podalydès.
- Le parfum de la dame en noir (2005, Parfém dámy v černém), francouzský film, režie Bruno Podalydès.

## Česká vydání
- Tajemství žluté komnaty, Josef R. Vilímek, Praha 1909, přeložil Jaroslav Zajíček-Horský
- Parfum dámy ve smutku, Josef R. Vilímek, Praha 1909, přeložil Jarka Nevole
- Rouletabille u Kruppa, František Topič, Praha 1919, přeložil Karel Vít
- Natašina vina, Jan Kotík, Praha 1919, přeložil František Štěpánek
- Rouletabillův zločin, Jan Kotík, Praha 1923, přeložil František Štěpánek
- Černý zámek, Jan Kotík, Praha 1923, přeložil František Štěpánek
- Podivná Rouletabillova svatba, Jan Kotík, Praha 1923, přeložil František Štěpánek
- Rouletabille u cikánů, Jan Kotík, Praha 1923, přeložil František Štěpánek
- Odetta: další Rouletabillova dobrodružství u cikánů, Jan Kotík, Praha 1924, přeložil František Štěpánek
- Tajemství žluté komnaty, Jan Kotík, Praha 1927, přeložila Staša Jílovská
- Parfum dámy ve smutku, Jan Kotík, Praha 1927, přeložila Staša Jílovská
- Záhada žlutého pokoje, Mladá fronta, Praha 1991, přeložila Edda Němcová